# Лупени
Лупе́ни (рум. Lupeni) — город на западе Румынии, в Трансильвании, жудце Хунедоара. Лупени является одним из самых старейших и больших городов долины Джиу. Город расположен на берегах реки Джиу, на высоте около 630—760 м над уровнем моря. Расстояние между Лупени и Петрошани составляет 18 км, между Лупени и Дева (столица Хунедоара) — 114 км. Название города происходит от румынского слова рум. Lup, что означает «волк».

## История
Первые упоминания о людях, населявших эту местность, относятся к доисторическим временам, о чём свидетельствуют находки в пещере Стража-Лупени, где были найдены древние керамические изделия. Существование города Лупени было впервые письменно засвидетельствовано в 1770 году. В Средние века долина Жиу была малонаселенной, её жители обитали в небольших деревнях, а их главным занятием было пастушество.
Лупени образовался в результате интенсивной миграции людей из Валя-Стрейлуи и Цара-Хацегулуи, которых привлекали богатые пастбища и поля этого региона. Жители деревни Валя-Лупулуи (переводится как «Волчья долина») были предположительно основателями Лупени.
После 1840 года в районе Лупени начала развиваться разведка и добыча полезных ископаемых, произошли серьёзные экономические и социальные изменения. Иностранные рабочие, главным образом польские, чешские, австрийские, словацкие и венгерские шахтёры, а также румынские горняки с Западных Румынских гор и Бая-Маре привлекались для работы в долине Жиу. Добыча полезных ископаемых началась к югу от Лупени, которым вскоре стал крупным угледобывающим центром с моноиндустриальным развитием, где около 80 % населения живёт за счёт добычи полезных ископаемых и других связанных с ними видов деятельности. Город процветал, наблюдался непрерывный рост его населения. Однако промышленное развитие района серьёзно пострадало от экономического кризиса межвоенного периода. После начала в 1929 году мирового экономического кризиса экономическое положение Румынии осложнилось. Летом 1929 года после закрытия угольной шахты «Вулкан» в центре угольного района Жиу были уволены 3 тыс. шахтёров. Увольнение стало причиной забастовки шахтёров в Лупени с требованием повышения заработной платы и введения 8-часового рабочего дня (в это время для горняков был установлен 12-часовой рабочий день), которая продолжалась с 5 до 7 августа 1929 года и была расстреляна румынскими войсками. Лупени вновь стал эпицентром рабочих выступлений во время забастовки в долине Жиу 1977 года.
При коммунистическом режиме шахты были национализированы властями. Лупени был объявлен городом в 1941 году, когда в нём проживало 12 000 человек. В 1977 году Лупени стал местом забастовки шахтёров в долине Жиу. После Румынской революции 1989 года, в 1990-х годах, горнодобывающая промышленность вступила в процесс реструктуризации, который оказал очень сильное социальное и экономическое воздействие на город. Большое число шахт было закрыто, и это также повлияло на другие связанные с этим виды деятельности, такие как поставка материалов, оборудования и услуг, а также на торговлю и сферу услуг. Тем не менее, в последующие годы появились новые направления экономического развития Лупени, такие как туризм, лесная промышленность, хлебопекарное производство и торговля.
Оставшейся действующей шахтой города является угольная шахта Лупени, управляемая Национальной угольной компанией, базирующейся в Петрошани.

## Население
Население — 29 656 жителей (2007). 
- Румыны — 27,965 жителей.
- Венгры — 3,804 жителя.
- Цыгане — 713 жителей.
- Немцы — 182 жителя.
- Поляки — 104 жителя.
- Саксонцы — 41 житель.